# ModeMuseum

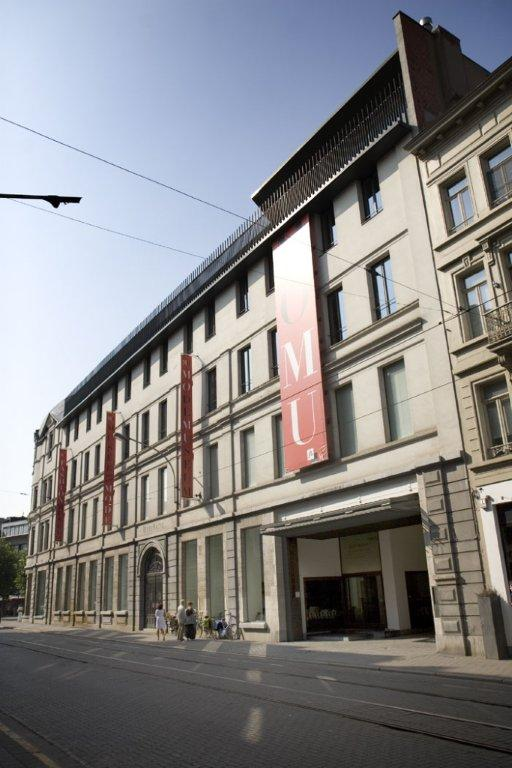
ModeMuseum (2014)

Das ModeMuseum (MoMu) Antwerpen ist ein belgisches Museum, das am 21. September 2002 eröffnet wurde. Es beherbergt weltweit die größte Sammlung zeitgenössischer belgischer Mode. Nach einer Erweiterung und Renovierung wurde das Museum am 4. September 2021 mit einer  Ausstellungsfläche von rund 2000 m² neu eröffnet.

## Geschichte
Das ModeMuseum sammelt und konserviert belgische Mode aus mehreren Jahrhunderten. Es zeigt nicht nur Kleidung und Accessoires, sondern auch Werkzeuge zur Textilherstellung, Muster und Fashionshow-Einladungen. Dabei liegt der Schwerpunkt auf zeitgenössischen Designern aus Antwerpen, häufig Alumni der Koninklijke Academie voor Schone Kunsten van Antwerpen. Zu den ausgestellten Künstlern gehören zum Beispiel Martin Margiela, Dries Van Noten, Ann Demeulemeester, Walter Van Beirendonck, Dirk Van Saene und A. F. Vandevorst. Die Sammlung umfasst über 35.000 Stücke.
Das Museum versteht sich als Fortführung der Sammlung des ehemaligen Kostüm- und Textilmuseums Vrieselhof. Es beherbergt außerdem eine Studienkollektion sowie eine akademische Bibliothek für historische und zeitgenössische Mode mit 15.000 Büchern, einem großen Dokumentarchiv sowie einer Bilddatenbank.
Die erste Direktorin des Museums war die Gründerin Linda Loppa. Die derzeitige (Stand 11/2021) Direktorin ist Kaat Debo.

## Ausstellungsprogramm
Das MoMu organisiert im Durchschnitt zwei große Ausstellungen pro Jahr zu einem speziellen Designer oder einem speziellen Modethema. Die Ausstellungsfläche wird an das jeweilige Thema angepasst. So werden nicht nur einzelne Kleidungsstücke gezeigt, sondern auch die Inspirationsquellen der Künstler oder Verbindungen zu anderen Kunstdisziplinen. Die Ausstellungen des Museums sind u. a. nach London, Tokyo, München, Istanbul oder Melbourne gereist.

## Ausstellungen (Auswahl)
- Maison Martin Margiela '20' The Exhibition - 12/09/2008 - 08/02/2009
- Paper Fashion! - 06/03/2009 - 16/08/2009
- 180 Years of Belgian Luxury - 17/09/2009 - 21/02/2010
- BLACK. Masters of Black in Fashion & Costume - 17/09/2009 - 21/02/2010
- Stephen Jones & The Accent of Fashion - 08/09/2010 - 13/02/2011
- UNRAVEL - Knitwear in Fashion - 16/03/2011 - 14/08/2011
- WALTER VAN BEIRENDONCK. Dream The World Awake - 14/09/2011 - 19/02/2012
- LIVING FASHION. Women’s Daily Wear 1750-1950. From the Jacoba de Jonge Collection. - 21/03/2012 - 12/08/2012
- Madame Grès. Sculpturale Mode. - 12/09/2012 - 10/02/2013
- Silks & Prints from the Abraham Archive - Couture in Colour - 13/03/2013 - 11/08/2013
- Happy Birthday Dear Academie - 08/09/2013 - 13/02/2014
- Birds of Paradise. Plumes & Feathers in Fashion - 20/03/2014 - 24/08/2014
- MoMu Now. Contemporary Fashion from the MoMu Collection - 25/09/2014 - 04/01/2015
- Dries Van Noten. Inspirations - 12/02/2015 - 19/07/2015
- Footprint. The Tracks of Shoes in Fashion - 03/09/2015 - 14/02/2016
- Game Changers. Reinventing the 20th Century Silhouette - 18/03/2016 - 14/08/2016
- Rik Wouter & The Private Utopia - 17/09/2016 - 26/02/2017
- Margiela, The Hermès Years - 31/03/2017 - 27/08/2017
- Olivier Theyskens - She Walks in Beauty - 12/10/2017 - 15/04/2018
- A/part - 20 unique products in 20 shops in Antwerp – 04/11/2021 – 20/11/2021
- P.LACE.S - Das Geheimnis der Antwerpener Spitze – 25/09/2021 – 02/01/2022
- ‚Fashion Balls‘ vom MoMu und der Antwerpener Modeakademie läuten ‚Mode 2.021‘ ein – 05/09/2021 – 29/11/2021
- E/Motion. Mode im Wandel – 04/09/2021 – 23/01/2022